# 17e étape du Tour de France 2019
Pour un article plus général, voir Tour de France 2019.
La 17e étape du Tour de France 2019 se déroule le mercredi 24 juillet 2019 entre le Pont du Gard et Gap, sur une distance de 200 kilomètres.

## Parcours
L'étape part du Pont du Gard et après quelques kilomètres de plat, la route s'élève avec la côte de la Rochette-du-Buis et surtout à 10 kilomètres de l'arrivée, le col de la Sentinelle.

## Déroulement de la course
Du fait de la chaleur, les délais d'élimination sont calculés à partir du groupe maillot jaune et non à partir du premier de l'étape. Le début d'étape est animé : une trentaine de coureurs parvient à s'extirper du peloton grâce à la première impulsion de Thomas De Gendt. D'autres cadors figurent dans ce groupe comme Rui Costa, Greg Van Avermaet, Nicolas Roche, Dylan Teuns ou Matteo Trentin. Presque toutes les équipes ont placé un homme à l'avant, sauf Ineos, la Groupama-FDJ et la Jumbo-Visma qui protègent leur leader, et les équipes Arkéa-Samsic et Total Direct Énergie. Ayant loupé le coche, cette dernière roule à l'avant pour tenter de rattraper le groupe échappé. Mais les autres équipes refusent de collaborer, les sprinteurs n'étant pas intéressés par l'étape. Après une heure de poursuite où le peloton n'a fait que perdre du temps sur les échappés, Peter Sagan demande lui-même aux Total Direct Énergie de cesser de rouler pour ne plus épuiser les coureurs. La victoire à Gap se joue donc entre les hommes à l'avant. Dans les 30 derniers kilomètres, un groupe de 11 coureurs part devant pour aborder en tête le col de la Sentinelle. Matteo Trentin place une attaque pour partir en solitaire, et malgré des tentatives de Pierre-Luc Périchon ou Kasper Asgreen pour le rattraper, il ne sera plus rejoint jusqu'à l'arrivée à Gap où il s'impose. Le peloton arrive 20 minutes après les échappés, aucun du groupe n'étant réellement menaçant au classement général.

## Résultats

### Classement de l'étape
| Classement de la 17e étape | Classement de la 17e étape | Classement de la 17e étape | Classement de la 17e étape | Classement de la 17e étape |
|                            | Coureur                    | Pays                       | Équipe                     | Temps                      |
| -------------------------- | -------------------------- | -------------------------- | -------------------------- | -------------------------- |
| 1er                        | Matteo Trentin             | Italie                     | Mitchelton-Scott           | en 4 h 21 min 36 s         |
| 2e                         | Kasper Asgreen             | Danemark                   | Deceuninck-Quick Step      | + 37 s                     |
| 3e                         | Greg Van Avermaet          | Belgique                   | CCC                        | + 41 s                     |
| 4e                         | Bauke Mollema              | Pays-Bas                   | Trek-Segafredo             | + 41 s                     |
| 5e                         | Dylan Teuns                | Belgique                   | Bahrain-Merida             | + 41 s                     |
| 6e                         | Gorka Izagirre             | Espagne                    | Astana                     | + 41 s                     |
| 7e                         | Daniel Oss                 | Italie                     | Bora-Hansgrohe             | + 44 s                     |
| 8e                         | Pierre-Luc Périchon        | France                     | Cofidis                    | + 50 s                     |
| 9e                         | Toms Skujiņš               | Lettonie                   | Trek-Segafredo             | + 50 s                     |
| 10e                        | Jesús Herrada              | Espagne                    | Cofidis                    | + 55 s                     |
| modifier                   |                            |                            |                            |                            |

### Points attribués
| Sprint intermédiaire Vaison-la-Romaine (km 62) | Sprint intermédiaire Vaison-la-Romaine (km 62) | Sprint intermédiaire Vaison-la-Romaine (km 62) | Sprint intermédiaire Vaison-la-Romaine (km 62) | Sprint intermédiaire Vaison-la-Romaine (km 62) |
| ---------------------------------------------- | ---------------------------------------------- | ---------------------------------------------- | ---------------------------------------------- | ---------------------------------------------- |
|                                                | Coureur                                        | Pays                                           | Équipe                                         | Point(s)                                       |
| 1er                                            | Andrea Pasqualon                               | Italie                                         | Wanty-Gobert                                   | 20                                             |
| 2e                                             | Thomas De Gendt                                | Belgique                                       | Lotto-Soudal                                   | 17                                             |
| 3e                                             | Jasper Stuyven                                 | Belgique                                       | Trek-Segafredo                                 | 15                                             |
| 4e                                             | Greg Van Avermaet                              | Belgique                                       | CCC                                            | 13                                             |
| 5e                                             | Benjamin King                                  | États-Unis                                     | Dimension Data                                 | 11                                             |
| 6e                                             | Michael Schär                                  | Suisse                                         | CCC                                            | 10                                             |
| 7e                                             | Simon Clarke                                   | Australie                                      | EF Education First                             | 9                                              |
| 8e                                             | Pierre-Luc Périchon                            | France                                         | Cofidis                                        | 8                                              |
| 9e                                             | Nils Politt                                    | Allemagne                                      | Katusha-Alpecin                                | 7                                              |
| 10e                                            | Omar Fraile                                    | Espagne                                        | Astana                                         | 6                                              |
| 11e                                            | Alexis Gougeard                                | France                                         | AG2R La Mondiale                               | 5                                              |
| 12e                                            | Edvald Boasson Hagen                           | Norvège                                        | Dimension Data                                 | 4                                              |
| 13e                                            | Sven Erik Bystrøm                              | Norvège                                        | UAE Emirates                                   | 3                                              |
| 14e                                            | Xandro Meurisse                                | Belgique                                       | Wanty-Gobert                                   | 2                                              |
| 15e                                            | Jens Keukeleire                                | Belgique                                       | Lotto-Soudal                                   | 1                                              |
| modifier                                       |                                                |                                                |                                                |                                                |

| Arrivée d'étape Gap (km 200) | Arrivée d'étape Gap (km 200) | Arrivée d'étape Gap (km 200) | Arrivée d'étape Gap (km 200) | Arrivée d'étape Gap (km 200) |
| ---------------------------- | ---------------------------- | ---------------------------- | ---------------------------- | ---------------------------- |
|                              | Coureur                      | Pays                         | Équipe                       | Point(s)                     |
| 1er                          | Matteo Trentin               | Italie                       | Mitchelton-Scott             | 50                           |
| 2e                           | Kasper Asgreen               | Danemark                     | Deceuninck-Quick Step        | 30                           |
| 3e                           | Greg Van Avermaet            | Belgique                     | CCC                          | 20                           |
| 4e                           | Bauke Mollema                | Pays-Bas                     | Trek-Segafredo               | 18                           |
| 5e                           | Dylan Teuns                  | Belgique                     | Bahrain-Merida               | 16                           |
| 6e                           | Gorka Izagirre               | Espagne                      | Astana                       | 14                           |
| 7e                           | Daniel Oss                   | Italie                       | Bora-Hansgrohe               | 12                           |
| 8e                           | Pierre-Luc Périchon          | France                       | Cofidis                      | 10                           |
| 9e                           | Toms Skujiņš                 | Lettonie                     | Trek-Segafredo               | 8                            |
| 10e                          | Jesús Herrada                | Espagne                      | Cofidis                      | 7                            |
| 11e                          | Simon Clarke                 | Australie                    | EF Education First           | 6                            |
| 12e                          | Lukas Pöstlberger            | Autriche                     | Bora-Hansgrohe               | 5                            |
| 13e                          | Edvald Boasson Hagen         | Norvège                      | Dimension Data               | 4                            |
| 14e                          | Vegard Stake Laengen         | Norvège                      | UAE Emirates                 | 3                            |
| 15e                          | Sergio Henao                 | Colombie                     | UAE Emirates                 | 2                            |
| modifier                     |                              |                              |                              |                              |

|   | \| \| Coureur \| Pays \| Équipe \| Bonifications \| \| - \| ----------------- \| -------- \| --------------------- \| ------------- \| \| 1 \| Matteo Trentin \| Italie \| Mitchelton-Scott \| 10 s \| \| 2 \| Kasper Asgreen \| Danemark \| Deceuninck-Quick Step \| 6 s \| \| 3 \| Greg Van Avermaet \| Belgique \| CCC \| 4 s \| |          |                       |               |
|   | Coureur | Pays     | Équipe                | Bonifications |
| 1 | Matteo Trentin | Italie   | Mitchelton-Scott      | 10 s          |
| 2 | Kasper Asgreen | Danemark | Deceuninck-Quick Step | 6 s           |
| 3 | Greg Van Avermaet | Belgique | CCC                   | 4 s           |

### Cols et côtes
| Côte de la Rochette-du-Buis (km 104,5) 4e catégorie (2,3km à 6,2%) | Côte de la Rochette-du-Buis (km 104,5) 4e catégorie (2,3km à 6,2%) | Côte de la Rochette-du-Buis (km 104,5) 4e catégorie (2,3km à 6,2%) | Côte de la Rochette-du-Buis (km 104,5) 4e catégorie (2,3km à 6,2%) | Côte de la Rochette-du-Buis (km 104,5) 4e catégorie (2,3km à 6,2%) |
| ------------------------------------------------------------------ | ------------------------------------------------------------------ | ------------------------------------------------------------------ | ------------------------------------------------------------------ | ------------------------------------------------------------------ |
|                                                                    | Coureur                                                            | Pays                                                               | Équipe                                                             | Point(s)                                                           |
| 1er                                                                | Thomas De Gendt                                                    | Belgique                                                           | Lotto-Soudal                                                       | 1                                                                  |
| modifier                                                           |                                                                    |                                                                    |                                                                    |                                                                    |

| Col de la Sentinelle (km 191,5) 3e catégorie (5,2km à 5,4%) | Col de la Sentinelle (km 191,5) 3e catégorie (5,2km à 5,4%) | Col de la Sentinelle (km 191,5) 3e catégorie (5,2km à 5,4%) | Col de la Sentinelle (km 191,5) 3e catégorie (5,2km à 5,4%) | Col de la Sentinelle (km 191,5) 3e catégorie (5,2km à 5,4%) |
| ----------------------------------------------------------- | ----------------------------------------------------------- | ----------------------------------------------------------- | ----------------------------------------------------------- | ----------------------------------------------------------- |
|                                                             | Coureur                                                     | Pays                                                        | Équipe                                                      | Point(s)                                                    |
| 1er                                                         | Matteo Trentin                                              | Italie                                                      | Mitchelton-Scott                                            | 2                                                           |
| 2e                                                          | Kasper Asgreen                                              | Danemark                                                    | Deceuninck-Quick Step                                       | 1                                                           |
| modifier                                                    |                                                             |                                                             |                                                             |                                                             |

### Prix de la combativité
- Matteo Trentin (Michelton-Scott)

## Classements à l'issue de l'étape

### Classement général
| Classement général | Classement général | Classement général | Classement général    | Classement général  |
|                    | Coureur            | Pays               | Équipe                | Temps               |
| ------------------ | ------------------ | ------------------ | --------------------- | ------------------- |
| 1er                | Julian Alaphilippe | France             | Deceuninck-Quick Step | en 69 h 39 min 16 s |
| 2e                 | Geraint Thomas     | Royaume-Uni        | Ineos                 | + 1 min 35 s        |
| 3e                 | Steven Kruijswijk  | Pays-Bas           | Jumbo-Visma           | + 1 min 47 s        |
| 4e                 | Thibaut Pinot      | France             | Groupama-FDJ          | + 1 min 50 s        |
| 5e                 | Egan Bernal        | Colombie           | Ineos                 | + 2 min 2 s         |
| 6e                 | Emanuel Buchmann   | Allemagne          | Bora-Hansgrohe        | + 2 min 14 s        |
| 7e                 | Mikel Landa        | Espagne            | Movistar              | + 4 min 54 s        |
| 8e                 | Alejandro Valverde | Espagne            | Movistar              | + 5 min 0 s         |
| 9e                 | Rigoberto Urán     | Colombie           | EF Education First    | + 5 min 33 s        |
| 10e                | Richie Porte       | Australie          | Trek-Segafredo        | + 6 min 30 s        |
| modifier           |                    |                    |                       |                     |

### Classement par points
| Classement par points | Classement par points | Classement par points | Classement par points | Classement par points |
| --------------------- | --------------------- | --------------------- | --------------------- | --------------------- |
|                       | Coureur               | Pays                  | Équipe                | Point(s)              |
| 1er                   | Peter Sagan           | Slovaquie             | Bora-Hansgrohe        | 309 points            |
| 2e                    | Elia Viviani          | Italie                | Deceuninck-Quick Step | 224 pts               |
| 3e                    | Sonny Colbrelli       | Italie                | Bahrain-Merida        | 203 pts               |
| 4e                    | Michael Matthews      | Australie             | Sunweb                | 201 pts               |
| 5e                    | Caleb Ewan            | Australie             | Lotto-Soudal          | 198 pts               |
| 6e                    | Matteo Trentin        | Italie                | Mitchelton-Scott      | 180 pts               |
| 7e                    | Jasper Stuyven        | Belgique              | Trek-Segafredo        | 157 pts               |
| 8e                    | Greg Van Avermaet     | Pays-Bas              | CCC                   | 134 pts               |
| 9e                    | Julian Alaphilippe    | France                | Deceuninck-Quick Step | 117 pts               |
| 10e                   | Dylan Groenewegen     | Belgique              | Jumbo-Visma           | 116 pts               |
| modifier              |                       |                       |                       |                       |

### Classement du meilleur jeune
| Classement général du meilleur jeune | Classement général du meilleur jeune | Classement général du meilleur jeune | Classement général du meilleur jeune | Classement général du meilleur jeune |
|                                      | Coureur                              | Pays                                 | Équipe                               | Temps                                |
| ------------------------------------ | ------------------------------------ | ------------------------------------ | ------------------------------------ | ------------------------------------ |
| 1er                                  | Egan Bernal                          | Colombie                             | Ineos                                | en 69 h 41 min 18 s                  |
| 2e                                   | David Gaudu                          | France                               | Groupama-FDJ                         | + 13 min 31 s                        |
| 3e                                   | Enric Mas                            | Espagne                              | Deceuninck-Quick Step                | + 42 min 0 s                         |
| 4e                                   | Laurens De Plus                      | Belgique                             | Jumbo-Visma                          | + 49 min 15 s                        |
| 5e                                   | Giulio Ciccone                       | Italie                               | Trek-Segafredo                       | + 51 min 24 s                        |
| 6e                                   | Gregor Mühlberger                    | Autriche                             | Bora-Hansgrohe                       | + 51 min 49 s                        |
| 7e                                   | Lennard Kämna                        | Allemagne                            | Sunweb                               | + 1 h 24 min 10 s                    |
| 8e                                   | Nils Politt                          | Allemagne                            | Katusha-Alpecin                      | + 1 h 25 min 22 s                    |
| 9e                                   | Tiesj Benoot                         | Belgique                             | Lotto-Soudal                         | + 1 h 28 min 9 s                     |
| 10e                                  | Gianni Moscon                        | Italie                               | Ineos                                | + 1 h 35 min 29 s                    |
| modifier                             |                                      |                                      |                                      |                                      |

### Classement du meilleur grimpeur
| Classement du meilleur grimpeur | Classement du meilleur grimpeur | Classement du meilleur grimpeur | Classement du meilleur grimpeur | Classement du meilleur grimpeur |
| ------------------------------- | ------------------------------- | ------------------------------- | ------------------------------- | ------------------------------- |
|                                 | Coureur                         | Pays                            | Équipe                          | Point(s)                        |
| 1er                             | Tim Wellens                     | Belgique                        | Lotto-Soudal                    | 64 points                       |
| 2e                              | Thibaut Pinot                   | France                          | Groupama-FDJ                    | 50 pts                          |
| 3e                              | Thomas De Gendt                 | Belgique                        | Lotto-Soudal                    | 38 pts                          |
| 4e                              | Julian Alaphilippe              | France                          | Deceuninck-Quick Step           | 33 pts                          |
| 5e                              | Giulio Ciccone                  | Italie                          | Trek-Segafredo                  | 30 pts                          |
| 6e                              | Simon Yates                     | Royaume-Uni                     | Mitchelton-Scott                | 29 pts                          |
| 7e                              | Xandro Meurisse                 | Belgique                        | Wanty-Gobert                    | 27 pts                          |
| 8e                              | Steven Kruijswijk               | Pays-Bas                        | Jumbo-Visma                     | 24 pts                          |
| 9e                              | Emanuel Buchmann                | Allemagne                       | Bora-Hansgrohe                  | 24 pts                          |
| 10e                             | Natnael Berhane                 | Érythrée                        | Cofidis                         | 20 pts                          |
| modifier                        |                                 |                                 |                                 |                                 |

### Classement par équipes
| Classement par équipes | Classement par équipes | Classement par équipes | Classement par équipes |
|                        | Équipe                 | Pays                   | Temps                  |
| ---------------------- | ---------------------- | ---------------------- | ---------------------- |
| 1re                    | Trek-Segafredo         | États-Unis             | en 208 h 59 min 41 s   |
| 2e                     | Movistar               | Espagne                | + 8 min 13 s           |
| 3e                     | UAE Emirates           | Émirats arabes unis    | + 46 min 23 s          |
| 4e                     | Bora-Hansgrohe         | Allemagne              | + 47 min 40 s          |
| 5e                     | EF Education First     | États-Unis             | + 55 min 33 s          |
| 6e                     | Ineos                  | Royaume-Uni            | + 56 min 15 s          |
| 7e                     | Groupama-FDJ           | France                 | + 1 h 2 min 45 s       |
| 8e                     | Mitchelton-Scott       | Australie              | + 1 h 7 min 53 s       |
| 9e                     | Jumbo-Visma            | Pays-Bas               | + 1 h 15 min 29 s      |
| 10e                    | AG2R La Mondiale       | France                 | + 1 h 20 min 56 s      |
| modifier               |                        |                        |                        |

## Abandons
- Luis Léon Sánchez (Astana) : non-partant
- Cees Bol (Sunweb) : non-partant
- Tony Martin (Jumbo-Visma) : disqualifié par les juges
- Luke Rowe (Ineos) : disqualifié par les juges

## Le maillot jaune du jour
Chaque jour, un maillot jaune différent est remis au leader du classement général, avec des imprimés rendant hommage à des coureurs ou à des symboles qui ont marqué l'histoire de l'épreuve, à l'occasion du centième anniversaire du maillot jaune.
Le lieu de départ, Le Pont du Gard, est représenté sur le maillot du leader.